# Katarzyna Jachimowicz
Dr. Katarzyna Jachimowicz, poljska liječnica i specijalistica obiteljske medicine.
Prvih 19 godina radnog vijeka provela je u Poljskoj, a 2013. odlazi u Norvešku, gdje se zapošljava kao liječnica obiteljske medicine u Obiteljskoj klinici u općini Sauherad. U prve četiri godine rada nije bilo primjedbi na njezin rad. Između 2011. i 2014. u Norveškoj se vodila napeta rasprava o pravu na priziv savjesti u obiteljskoj medicini. Liječnicima koji su se na nju pozivali poslane su inspekcije, a 1. siječnja 2015. na snagu je stupilo novo pravilo kojima je liječnicima obiteljske medicine zabranjeno pravo na priziv savjesti, osim pod iznimkom nedostatka odgovarajućih vještina u izvršenju postupaka poput pobačaja ili eutanazije.
Nakon posjeta pokrajinske inspekcije poslije stupanja na snagu zakona, koji zabranjuje priziv savjest, dr. Jachimowicz bila je izložena progonu zbog izjave da odbija koristiti spiralu u svojoj praksi i da se poziva na priziv savjesti. Osim dr. Jachimowicz u sličnoj su se situaciji našla još tri liječnika koji su se protivili praksi izdavanja spirale. Iako nisu otpušteni, od njih se očekivalo kako će na vlastitu inicijativu napustiti svoja radna mjesta. Sva trojica su se odlučila za taj korak, ali dr. Jachimowicz nije. U prosincu 2015. otpustila ju je u uprava Klinike u kojoj je radila.
Cijeli slučaj izazvao je buru reakcija u poljskoj i svjetskoj javnosti, ali i znanstvenim krugovima, jer s
je odredba norveške vlade od 1. siječnja 2015. i njezino provođenje proturječno rezoluciji br. 1763, koju je usvojila europska skupština Vijeća Europe 7. listopada 2010.: Pravo na priziv savjesti u zakonitoj zdravstvenoj zaštiti.
Nekoliko mjeseci nakon otkaza dobila je javnu, novčanu i moralnu podršku Norveškog udruženja kršćanskih medicinara (Kristelig Legeoforening), koja je pokrila dio sudskih troškova. Dr. Jachimowicz 1. lipnja 2017. podnijela je tužbu zbog nepravednog otkaza.  Na drugostupanjskom sudu krajem studenog 2017. odlučeno je kako mora biti vraćena na svoje radno mjesto, a jedan od dokaza bili su i potpisi peticije granske inicijative CitizenGO koja je prikupila 143 096 potpisa upućenih norveškom Ministarstvu zdravstva.

## Vanjske poveznice
- The Herland Report  Arhivirana inačica izvorne stranice od 15. prosinca 2017. (Wayback Machine) Dr Katarzyna Jachimowicz fighting to protect right of medical personnel in Norway to object in conscience to abortion
- NRK Telemark Lege får beholde jobb etter spiralnekt
- Catholic Herald  Arhivirana inačica izvorne stranice od 15. prosinca 2017. (Wayback Machine) Norwegian bishop hails ‘victory for freedom of conscience’ as pro-life doctor wins appeal
- LifeSite Doctor fired in Norway for refusing to administer abortifacients